# آیشاخ
آیشاخ در ایالت بایرن در کشور آلمان واقع شده است.